# 持ち上げ凝結高度
持ち上げ凝結高度（もちあげぎょうけつこうど, lifted condensation level, LCL）とは、水蒸気を含む空気塊を上昇させたときに、過飽和になって水蒸気の凝結が始まり雲ができ始める高度を示す、大気熱力学の用語。
一般的には、上昇させたことによる断熱膨張に伴う冷却により、水蒸気が保存されている空気塊の気温と湿度が低下し、やがて相対湿度が100%、つまり空気塊中の水蒸気が飽和に達したときを指す。厳密には、飽和に達した時点では凝結が始まらず、過飽和になって過飽和度0.5%（相対湿度100.5%）程度になって始まるので、LCLはこの高度となる。
Henningの公式により、持ち上げ凝結高度hLCL mは次式で表される。
{\displaystyle h_{LCL}={\frac {T-T_{d}}{\Gamma _{d}-\Gamma _{dew}}}=125(T-T_{d})}
T:気温（乾球温度）、Td:露点温度、Γd:乾燥断熱減率、Γdew:露点温度減率
T-Tdは湿数であり、これを125倍するとLCLが地上何mであるかを求められる。正確な高度はこの式とずれがあるため、正確な値は高度ごとに細かく気温と露点温度を観測していくことが必要になる。
LCLに対して、自身の浮力により最初から空気塊が上昇して凝結に達する高度を対流凝結高度(CCL)という。